# Ctenorillo gabunensis
Ctenorillo gabunensis är en kräftdjursart som först beskrevs av Helmut Schmalfuss och Franco Ferrara 1983.  Ctenorillo gabunensis ingår i släktet Ctenorillo och familjen Armadillidae. Inga underarter finns listade i Catalogue of Life.